# Макгрегор (город, Миннесота)
Макгре́гор (англ. McGregor) — город в округе Эйткин, штат Миннесота, США. На площади 5,4 км² (5,1 км² — суша, 0,3 км² — вода), согласно переписи 2002 года, проживают 404 человека. Плотность населения составляет 79,3 чел./км².
- Телефонный код города — 218
- Почтовый индекс — 55760
- FIPS-код города — 27-39014[1]
- GNIS-идентификатор — 0647683[2]